# Hygrophorus queletii
Hygrophorus queletii är en svampart som tillhör divisionen basidiesvampar, och som beskrevs av Bres.. Hygrophorus queletii ingår i släktet Hygrophorus, och familjen Hygrophoraceae. Arten har ej påträffats i Sverige.
Arten är uppkallad efter den franske mykologen Lucien Quélet.